# Chicago (lettertype)
Chicago is een schreefloos lettertype ontworpen door Susan Kare voor Apple. Het lettertype werd van 1984 tot 1997 veelvuldig gebruikt in Apples besturingssysteem (tot Mac OS 8) en vormde zo een belangrijk deel van Apples imago. Chicago wordt ook gebruikt in sommige versies van de gebruikersinterface van de iPod. Aanvankelijk was Chicago een rasterlettertype, maar Apple heeft Bigelow & Holmes gevraagd het om te werken tot een TrueType versie. Het lettertype is genoemd naar de stad Chicago (Illinois, Verenigde Staten)
Volgens Susan Kare was Chicago het eerste lettertype dat speciaal voor de Apple Macintosh werd ontwikkeld. Daarna volgde een reeks van lettertypes voor de Macintosh, die allemaal naar een wereldstad werden genoemd (New York, Geneva, Monaco). De eerste bitmapversie omvatte slechts een 12-punts versie. Deze versie werd gebruikt voor menu's, systeemwaarschuwingen, venstertitels en labels tot en met versie 7.6 van het Macintosh besturingssysteem. De TrueType versie lijkt in de kleinere puntsgrootten identiek aan de originele bitmapversie maar komt duidelijk beter uit in de grotere grootten. Een van de belangrijke eigenschappen van de Chicago was dat het op een zwart-witte monitor ook in grijs goed leesbaar bleef, om bijvoorbeeld een uitgeschakelde menuoptie weer te geven. 
De Duitse versie van systeem 7.x kende een afwijkende weergave van Chicago. De "w" was iets anders en de "I" (hoofdletter "i") leek meer een kolom dan een verticale lijn. Een mengeling van dit type en het originele Chicago werd gebruikt in de originele iPod.
In systeem 8 werd Chicago vervangen door Charcoal als standaardsysteemlettertype. Chicago bleef echter als standaardcomponent in het systeem.
Chicago werd ook door Apple in haar marketing gebruikt. Het lettertype werd ook veelvuldig gebruikt in vroege (amateur) desktop publishing producties, aangezien het als deel van het systeem beschikbaar was. En hoewel Apple met de introductie van Charcoal afscheid had genomen van Chicago werd het later zoals gezegd opnieuw toegepast in de gebruikersinterface van de iPod muziekspeler, vanwege de leesbaarheid op het kleine zwart-witte schermpje. Voor de introductie van de iPod mini was echter een kleinere lettersoort vereist en werd de Espy Sans van de Apple Newton gebruikt. Sinds de introductie van de kleureninterface op de iPod Photo gebruikt men de Podium Sans, een bitmap lettertype dat lijkt op de Myriad Pro, het lettertype dat Apple vanaf 2002 geleidelijk aan voor diens marketing heeft ingevoerd.
Chicago is een gedeponeerd handelsmerk ("typeface fonts recorded on computer software") en behoort sinds augustus 1996 toe aan Apple.